# Brania pusilloides
Brania pusilloides är en ringmaskart som först beskrevs av William Aitcheson Haswell 1920.  Brania pusilloides ingår i släktet Brania och familjen Syllidae. Inga underarter finns listade i Catalogue of Life.